# Quitman (Mississippi)
Quitman település az Amerikai Egyesült Államok Mississippi államában, Clarke megyében, melynek megyeszékhelye is. Lakosainak száma 2061 fő (2020. április 1.).

## Népesség
A település népességének változása:

| 2010 | 2 323 |
| 2020 | 2 061 |